# Lomaspilis artoni
Lomaspilis artoni là một loài bướm đêm trong họ Geometridae.